# Frieda Juchum
Frieda Juchum este scriitoare de limba germană originară din Transilvania, România.
Născută în Austria, s-a căsătorit cu un transilvănean care studia medicina la Viena. După ce acesta a terminat studiile, el s-a întors în Transilvania, iar Frieda și-a urmat soțul. A trăit în Transilvania de la sfârșitul Primului Război Mondial până după al Doilea Război Mondial, când a fost deportată în Uniunea Sovietică. În volumul „Verschleppt in die Sowjetunion” (Deportat în Uniunea Sovietică) descrie, alături de alți trei coautori, suferințele pricinuite de anii de deportare în Uniunea Sovietică.

## Scrieri
- Elf Jahre mit Raudi. Ein Katzenbuch, editura: Rüschlikon-Zürich: Albert Müller 1965.
- Bulkesch. Ein Dorf in Siebenbürgen, editor Hilfskomitee der Siebenbürger Sachsen, Schweinfurt, ed. 1 München, 1970, ed. a 2-a 1985.[1]
- Lauter Dackel : Die lustigen Streiche Seppls u. seiner Kumpane, editura: Rüschlikon-Zürich , Stuttgart , Wien : A. Müller, 1967.
- Bulkesch. Ein Dorf in Siebenbürgen, Hilfskomitee der Siebenbürger Sachsen, Schweinfurt, 1970
- Kleine Dackel ganz gross, editura: Rüschlikon-Zürich , Stuttgart , Wien : A. Müller, 1977.
- Verschleppt in die Sowjetunion, Aufzeichnungen von Hans Zikeli, Ursula Kaiser-Hochfeldt, Hans Juchum, und Frieda Juchum, editura: Verlag Südostdeutsches Kulturwerk, 1991  [2]